# 12199 Sohlman
12199 Sohlman è un asteroide della fascia principale. Scoperto nel 1980, presenta un'orbita caratterizzata da un semiasse maggiore pari a 2,4202116 au e da un'eccentricità di 0,1102440, inclinata di 6,49310° rispetto all'eclittica.
L'asteroide è dedicato al politico svedese Michael Sohlman.